# آکواریوس (مجموعه تلویزیونی آمریکایی)
آکواریوس (به انگلیسی: Aquarius) یک مجموعه تلویزیونی درام تاریخی جنایی آمریکایی به کارگردانی جان مک‌نامارا است که از ۲۸ مه ۲۰۱۵ تا ۱۰ سپتامبر ۲۰۱۶ بر روی شبکه ان‌بی‌سی پخش شد. این برنامه از شهریور ۱۳۹۶ با دوبله فارسی از شبکه من‌وتو در حال پخش است.

## خلاصه داستان
داستان این سریال در سال ۱۹۶۷ در لس‌آنجلس آغاز می‌شود. داستان آکواریوس بر مبنای شخصیت‌ها و اتقاق‌های واقعی است که برخی شخصیت‌های تخیلی نیز به آن اضافه شده‌اند. دیوید دوکاونی در نقش سم هودیاک، کارآگاهی است همراه همکار جوانش، برایان شیف با بازی‌گری دیمن، دربارهٔ یک دختر نوجوان گمشده تحقیق می‌کنند. آن‌ها پس از مدتی با چارلز منسن، با بازی گنثین آنتونی روبرو می‌شوند.

## بازیگران

### اصلی
- دیوید دوکاونی در نقش کاراگاه سمسون بندیکوس "سم" هودیاک
- گنثین آنتونی در نقش چارلز منسن
- گری دیمون در نقش افسر / کارآگاه برایان شیف
- اما دومونت در نقش اما کارن
- کلر هولت در نقش افسر شارمین تالی
- امبر چایلدرز در نقش سوزان اتکینز معروف به "سیدی"
- مدیسن بیتی در نقش پاتریشیا کرینوینکل معروف به "کیتی"
- کامرون دین استوارت در نقش تکس واتسون
- میکلا مک‌کانوس در نقش گریس کارن
- برایان اف. اوبرن در نقش کن کارن

### دوره ای
- جیسون رالف در نقش مایک ویکری
- بو میرچف در نقش ریک زوندروان
- تارا لین بر در نقش پاتریشیا کرینوینکل معروف به "کیتی" (فصل ۱)
- دیوید مونیر در نقش روی کوویک
- شان دوک در نقش آرت گلدنر
- گایوس چارلز در نقش بانچی کارتر
- جودی هریس در نقش اوپال هودیاک
- میلانا جکسون در نقش کریستین شیف
- اسپنسر گرت در نقش هال بانیین
- کریس شفیلد در نقش والت هودیاک
- برایان گاتاس در نقش رو فیشر
- دان لوس در نقش سال دانفی
- لی بیتمن در نقش جَنِت
- کلیر کری در نقش لوسیل گلدنر
- لوبو سباستین در نقش گاپو
- جید تیلور در نقش ریچل
- مارشال آلمن در نقش روبی آرتور
- مایکل درایر در نقش جیمی تو بوتانو
- ابی میلر در نقش مادر روحانی مری برودنر
- الکس کویجانو در نقش جو موران
- جیمز مارتینز در نقش روبن سالازار
- گابریل چاواریا در نقش جوآن
- تیم گریفین در نقش ران کلاهر
- عُمَر جی دورسی در نقش رالف چرچ
- آماندا بروکس در نقش شرون تیت
- مارک فامیگلیتلی در نقش جی سبرینگ
- جانی کوستری در نقش ووچیچ فراکاوسکی
- اندی فاوریو در نقش دنیس ویلسون
- کلم ورذی در نقش استون پرنت
- کارتر جنکینس در نقش ویلیام گرتسون
- چیس کلمن در نقش تری ملچر